# 24101 Cassini
För andra betydelser, se Cassini.
24101 Cassini eller 1999 VA9 är en asteroid i huvudbältet som upptäcktes den 9 november 1999 av den amerikanske astronomen Charles W. Juels vid Fountain Hills-observatoriet. Den är uppkallad efter astronomen Giovanni Domenico Cassini.
Asteroiden har en diameter på ungefär 7 kilometer.